# NRK1
NRK1 es el principal canal de televisión de Norsk Rikskringkasting, ente público de radio y televisión de Noruega. Sus emisiones regulares comenzaron oficialmente el 20 de agosto de 1960, y es el canal con más audiencia del país.
La programación de NRK1 es de carácter generalista para todos los públicos, con un alto contenido cultural y de servicio público. Durante varias décadas se mantuvo como el único canal público nacional, hasta que en 1996 se creó NRK2.

## Historia
El 12 de enero de 1954, el grupo público NRK inició la primera emisión experimental de un servicio de televisión nacional, que solo podía verse en algunas ciudades. La primera prueba duró media hora, y en ese tiempo se emitió una carta de ajuste con un reloj. En los siguientes años, se aumentó la cobertura a las principales poblaciones, a través de repetidores y centros de emisión. Sin embargo, la puesta en marcha de la cobertura fue complicada por la orografía del país, por lo que algunas provincias no recibieron la señal hasta meses después de haber comenzado.
Las emisiones en pruebas no comenzaron hasta el 3 de febrero de 1957, con la retransmisión en directo de una competición de patinaje sobre hielo. En ese tiempo, la cobertura de NRK llegaba a un millón de habitantes que residían en Oslo, Vestfold y Østfold. Finalmente, las emisiones regulares de NRK comenzaron el 13 de abril de 1958, que se oficializaron el 20 de agosto de 1960, cuando la cobertura llegó a todo el país. Sus emisiones estaban restringidas al horario central, aunque se fueron ampliando.
El modelo elegido para financiar el canal fue un canon por cada televisor en lugar de la publicidad, muy similar al existente en otros países escandinavos. En sus primeros años el grupo tuvo problemas financieros por el alto coste que tuvo el aumento de cobertura, pero terminó consolidándose. La llegada de una nueva dirección a mediados de los años 1960 permitió consolidar una programación alternativa y cultural, de perfil alto.
El monopolio de NRK se rompió en 1988, con el nacimiento de la escandinava TV3 de Viasat, y la creación de TVNorge. Finalmente, la aprobación de un canal privado en analógico, TV2 (en 1992), hizo que el primer canal de NRK cambiara su nombre por el de NRK1 tres años después. El canal público se mantiene como el más visto en el país, con una programación generalista, y fue el único canal público hasta 1996, año en que nació NRK2. Desde 2010, emite contenidos en alta definición.

## Identidad Gráfica

Antiguo logo de NRK de 1970 a 1996 (actualmente utilizado por el grupo NRK)
Antiguo logo de NRK1 de 1996 a 2000
Antiguo logo de NRK1 de 2000 a 2011
Logo de NRK1 desde octubre de 2011

## Televisión
- Televisión en Noruega